# 文殊師利菩薩及諸仙所説吉凶時日善悪宿曜経
『文殊師利菩薩及諸仙所説吉凶時日善悪宿曜経』（もんじゅしりぼさつきゅうしょせんしょせつきっきょうじじつぜんあくすくようきょう）は、宿曜道の所依の教典の一つ。一般には『宿曜経』（すくようきょう、しゅくようきょう）と略称される。上下二巻。
文殊菩薩とリシたちが、二十七宿や十二宮、七曜などの天体の動きや曜日の巡りをもとに、日や方角等の吉凶を読み解く方法を説き明かした物であるとされる。ただしこれは伝説に過ぎず、実際にはインド占星術の入門書とも言うべき内容である。
不空金剛が759年に中国で訳出したとされる。ただし、原典があったかについては疑わしく、恐らく不空が自分の知っているインド占星術の知識を、弟子の史瑶や楊景風に口述筆記させた物と思われる。
一説には、下巻が史瑶による初訳本、上巻が楊景風による改定修注版であるともいい、実際、下巻の方がより元のインド占星術に近い内容である。
日本では空海がこの経をもたらし、曜日が知られるようになった。